# 李秉
李秉（1408年—1489年），字執中，號迂齋，山東曹縣人。明朝政治人物。宣德乙卯山東鄉試解元，正統丙辰，聯捷進士。官至吏部尚書。谥襄敏。

## 生平

### 入仕
宣德十年（1435年）乙卯科山東鄉試第一名舉人。正統元年（1436年），聯捷進士，授福建延平府推官。趕往沙縣逮捕豪強，因誣陷連坐下獄。經按察使副使侯軏審查，治豪強罪。李秉授征進入都察院理刑，將授監察御史時，因都御史王文舉薦，升為本院經歷，尋改戶部主事，任内前往宣府，彈劾整治當地邊將屯田，歸田於民。又改赴兩淮，巡查鹽政。

### 代宗朝
明景帝即位后，晋升為戶部郎中。景泰二年（1451年），命輔佐戶部侍郎劉璉督餉宣府，舉發劉璉侵財。升都察院右都御史，兼參贊軍務，給予百姓牛具穀種。
景泰三年（1452年）冬，命兼任宣府巡撫，又命提督軍務，其盡心邊計，不恤嫌怨，彈劾都指揮楊文、楊鑒，都督江福貪縱并治罪。論獨石內官弓勝組織田獵而擾民，命召回。又彈劾總兵官紀廣等罪，紀廣亦攻訐李秉，命御史練綱、給事中嚴誠調停，最終將李秉留任。

### 英宗朝
天順初年，撤除各地巡撫官，李秉改任江南糧儲總督，因舉薦知府違例，連坐被逮，幸得英宗寬恕，恢復原職。恰逢御史李周等被貶，李秉上疏請救，英宗大怒，將定其罪。廷議恢復巡撫職位，而大臣舉薦李秉有才能，命其擔任大同巡撫，在任期間彈劾多人，英宗責其專擅，逮下詔獄，斥為民。三年後，因內閣大臣舉薦，恢復原職，并蒞南京都察院。

### 憲宗朝
明憲宗繼位，李秉陞任都察院右副都御史，巡撫宣府。數月後，召拜左都御史。
成化二年（1466年），命其整飭遼東抵大同邊備，抵任即彈劾鎮守中官李良、總兵武安侯鄭宏失律罪，出都指揮裴顯於獄，舉指揮崔勝、傅海等，在鳳皇山擊敵獲勝（丁亥之役）。先後巡撫宣府、大同，更換其將領，申明軍令。不久，命擔任總督，與武清伯趙輔分五道出塞并獲大勝。加太子少保。成化三年，吏部尚書王翺致仕，廷臣推舉繼任者，憲宗特別推薦李秉。李秉任內對吏治進行大型改革，分別審查國子監生八千餘人，并淘汰其中數百，怨聲載道。加上每逢會朝覲考察，李秉斥退者眾多，且多為大臣的鄉里故人，眾怨交集。結果大臣紛紛彈劾，李秉加太子少保致仕。家居二十餘年，弘治二年（1489年），去世。贈太子太保。後謚襄敏。

## 著作
《皇明经世文编》录有《李襄敏公奏疏》一卷。

## 紀念
曹州城曾有冢宰坊、都憲坊，皆為李秉所立；有解元坊，一為李秉所立，一為王三錫所立；有進士坊，為李秉、徐舟、陳鼎等立。

## 佚事
《曹县志》载，土木之变时，李秉作為隨扈，幸免于难，逃回京师，晋户部郎中。某天，他夜梦作诗《送杨鸿胪善迎驾》：“天恩宠渥作盐梅，迎复上皇出紫台。群口潜迹归朔漠，六龙回驾入蓬莱。”次日，将此事告诉同僚。次年八月，果然有杨善奉命出使瓦剌，接回被俘的太上皇朱祁镇回銮。

## 墓葬
李秉墓至今尚存，在今山东省菏泽市曹县古营集镇北李庄村东南，尚存封土，墓前神道两旁列石马、石羊、石狮各一对。

## 家族
有子聰、明、智，孫邦直，皆舉鄉試。